# David W. Evans
David Walter Evans, född 17 augusti 1946 i Lafayette, Indiana, är en amerikansk politiker (demokrat). Han var ledamot av USA:s representanthus 1975–1983.
Evans efterträdde 1975 William G. Bray som kongressledamot och efterträddes 1983 av Dan Burton.